# Wadsworth (Nevada)
Wadsworth és una concentració de població designada pel cens dels Estats Units a l'estat de Nevada. Segons el cens del 2000 tenia 881 habitants.

## Demografia
Segons el cens del 2000, Wadsworth tenia 881 habitants, 328 habitatges, i 226 famílies La densitat de població era de 91,78 habitants per km².
Dels 328 habitatges en un 36,3% hi vivien nens de menys de 18 anys, en un 36,3% hi vivien parelles casades, en un 23,5% dones solteres, i en un 31,1% no eren unitats familiars. En el 24,1% dels habitatges hi vivien persones soles el 10,7% de les quals corresponia a persones de 65 anys o més que vivien soles. El nombre mitjà de persones vivint en cada habitatge era de 2,69 i el nombre mitjà de persones que vivien en cada família era de 3,16.
Per edats la població es repartia de la següent manera: un 31,3% tenia menys de 18 anys, un 10,0% entre 18 i 24, un 29,1% entre 25 i 44, un 19,8% de 45 a 64 i un 9,8% 65 anys o més.
L'edat mediana era de 31,4 anys. Per cada 100 dones hi havia 93,63 homes. Per cada 100 dones de 18 o més anys hi havia 93,29 homes.
La renda mediana per habitatge era de 31.198 $ i la renda mediana per família de 32.109 $. Els homes tenien una renda mediana de 24.479 $ mentre que les dones 24.554 $. La renda per capita de la població era de 14.756 $. Aproximadament el 7,2% de les famílies i el 8,5% de la població estaven per davall del llindar de pobresa.

## Poblacions properes
El següent diagrama mostra les poblacions més properes.

## Història
John Ford va filmar en 1924 la pel·lícula The Iron Horse.